# Preglio
Preglio (o Prelio) è un toponimo diffuso in tutto il centro nord italiano, riferibile a località morfologicamente anche molto diverse tra loro.

## La diffusione
Preglio è usato per indicare zone circoscritte e piccole rientrando così nella categoria dei microtoponimi. Per esempio è riconducibile a questa categoria una località nei pressi del lago di Como o una collina nel comune di Cantarana.
Ci sono però alcune eccezioni anche notevoli, presso Montaldo Roero una valle è detta Preglio e ancora più rilevante è il lago Preglio presso Castiglione della Pescaia ora ridotto ad un'estesa palude e già citato da Cicerone per via dell'isola Clodia.

## Origine del nome
L'origine del nome può essere riconducibile al sostantivo latino proelium ("battaglia"). Diventa però difficile stabilire se questi luoghi furono teatri di antichi scontri.
L'unico accenno in merito, nella storiografia locale, è riferito alla frazione già citata di Cantarana .

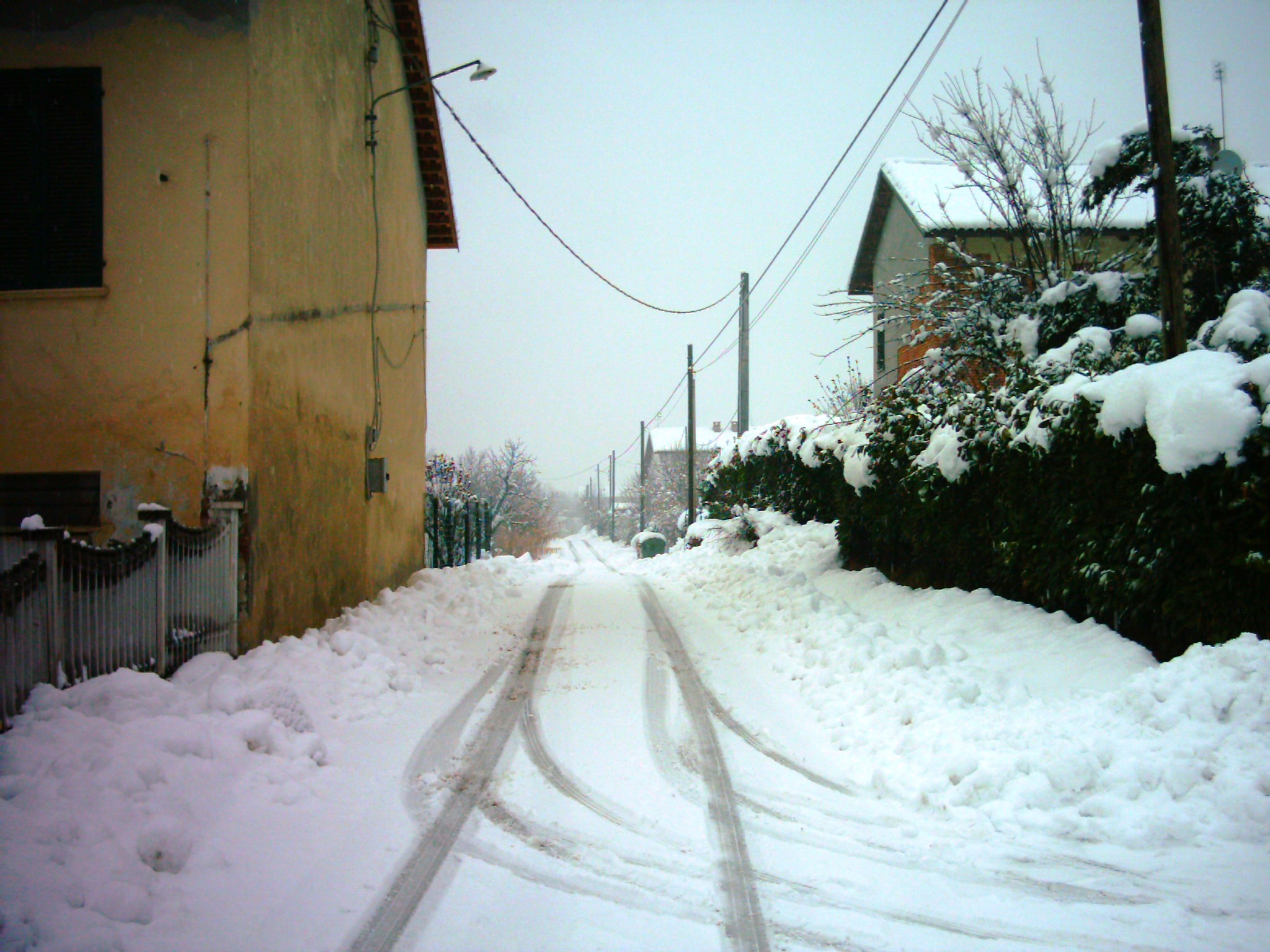
La località detta Preglio presso Cantarana (AT)